# Lunar IceCube

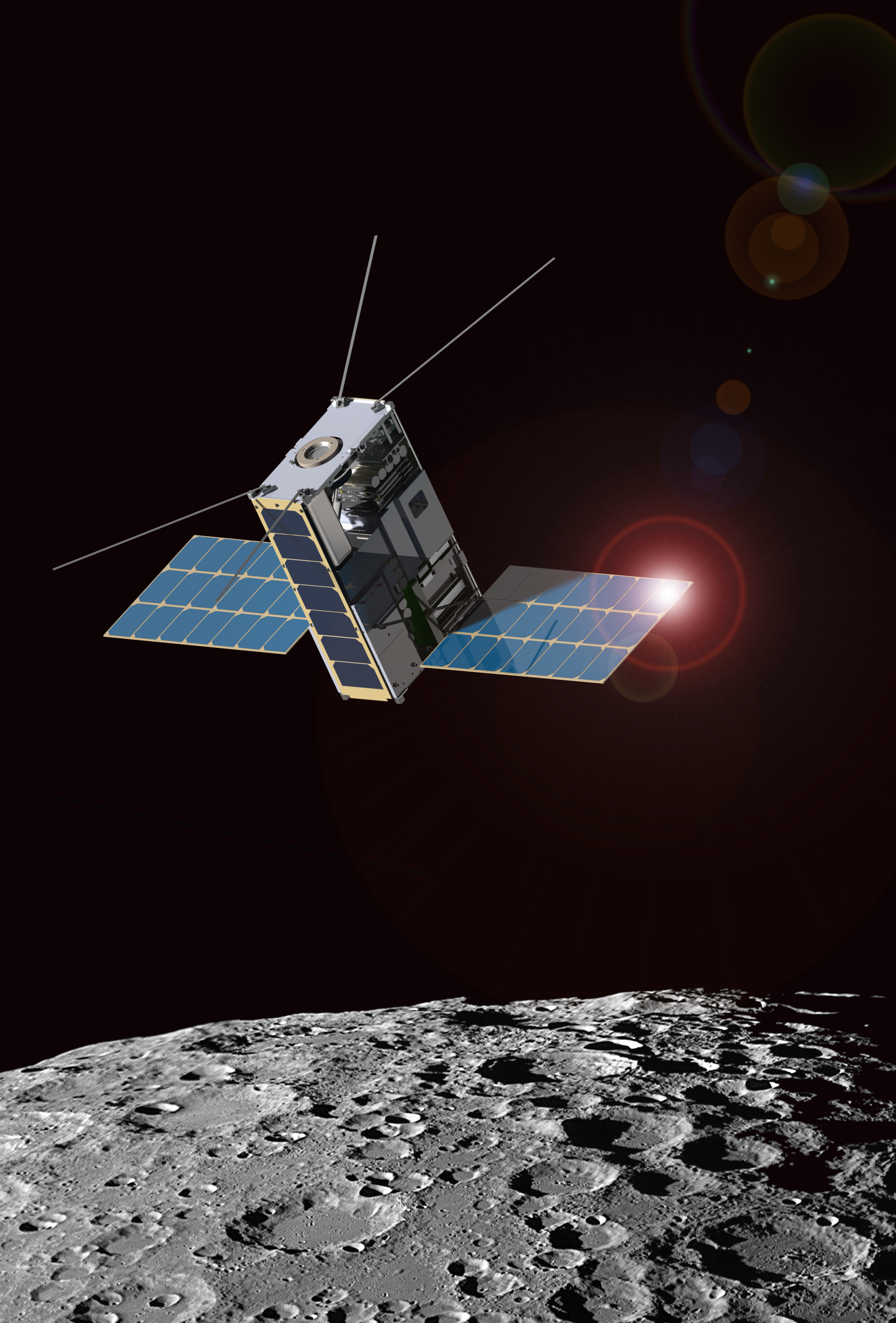
》Lunar Ice Cube

Lunar IceCube es una misión de bajo precio proyectada por la NASA, para desarrollar un satélite tipo CubeSat, cuyo objetivo es localizar y estudiar el tamaño y composición de los depósitos de hielo de agua en la Luna para su futura explotación por parte de robots o humanos. En principio se transportarán como carga secundaria en el primer vuelo de la misión Exploration Mission 1 a una órbita heliocéntrica, que tiene programado su lanzamiento en 2019.